# 黑斯廷斯縣
黑斯廷斯縣（英語：Hastings County）是加拿大安大略省南部一個地方行政區，南臨愛德華王子縣，西接諾森伯蘭縣、彼得堡縣和哈利伯頓縣，北鄰尼皮辛區，東北臨倫弗魯縣，東及倫諾克斯和阿丁頓縣。貝爾維爾市和昆提西市的地理位置在黑斯廷斯縣以內，前者並是黑斯廷斯縣的縣治，但兩市皆是獨立於黑斯廷斯縣的分割行政區（separated municipality），行政上與黑斯廷斯縣互不相干。據2011年人口普查所示，黑斯廷斯縣（連同貝爾維爾市和昆提西市）有134934名居民，撇除該兩市則約有38960名居民。此縣面積為6103.48平方公里，是省内設為縣的行政區中面積第二大。
上加拿大政府於1792年設立黑斯廷斯縣，但當時只作選舉、民兵防衛、勘探和土地註冊之用，沒有地方行政功能。到了1830年代末和40年代初，當局開始設立區級行政區別（district），並向其賦予地方行政功能，黑斯廷斯縣遂改設為維多利亞區。區級行政區別於1849年取消，其行政功能由縣級行政區別取代，維多利亞區遂改回黑斯廷斯縣並維持至今。

## 轄區
- 班克羅夫特鎮（Town of Bancroft）
- 德瑟朗托鎮（Town of Deseronto）
- 中喜士定自治區（Municipality of Centre Hastings）
- 喜士定高地自治區（Municipality of Hastings Highlands）
- 卡洛/梅奧鄉（Township of Carlow/Mayo）
- 法拉第鄉（Township of Faraday）
- 利默里克鄉（Township of Limerick）
- 梅多克鄉（
- 馬莫拉及湖泊自治區（Municipality of Marmora and Lake；正式建制為鄉）
- 斯特靈－羅頓鄉（Township of Stirling-Rawdon）
- 都鐸與卡舍爾鄉（Township of Tudor and Cashel）
- 特威德自治區（Municipality of Tweed）
- 泰恩丁納加鄉（Township of Tyendinaga）
- 窩拉斯頓鄉（Township of Wollaston）

## 外部連結
- （英文）黑斯廷斯縣官方網站（页面存档备份，存于）